# Garelli Flexi 50
Der Garelli Flexi 50 ist ein Motorroller des italienischen Herstellers Garelli, der von 2008 bis 2011 produziert wurde. Er wurde als wendiger Stadtroller mit einem 50-cm³-Viertaktmotor konstruiert. Der Roller entsprach der Euro-3-Abgasnorm. Er wurde in China gebaut und über das italienische Werk von Garelli vertrieben. Es gab ihn in verschiedenen Farb- und Ausstattungsvarianten.

## Technische Daten
| Merkmal       | Garelli Flexi 50 (2008–2011)           |
| ------------- | -------------------------------------- |
| Motortyp      | Einzylinder-Viertaktmotor, luftgekühlt |
| Hubraum       | 49,5 cm³                               |
| Leistung      | 2,95 PS (2,2 kW) bei 7500/min          |
| Drehmoment    | 2,6 Nm bei 4500/min                    |
| Getriebe      | stufenloses Getriebe                   |
| Antrieb       | Riemenantrieb                          |
| Kühlung       | Luftkühlung                            |
| Starter       | elektrisch oder Kickstarter            |
| Bremse vorne  | Scheibenbremse Ø 170 mm                |
| Bremse hinten | Trommelbremse                          |
| Reifen vorne  | 110/70-12                              |
| Reifen hinten | 110/70-12                              |
| Radstand      | 1180 mm                                |
| Länge         | 1700 mm                                |
| Breite        | 650 mm                                 |
| Höhe          | 1100 mm                                |
| Sitzhöhe      | 740 mm                                 |
| Leergewicht   | 82 kg                                  |
| Tankinhalt    | 5,5 Liter                              |
| Ölkapazität   | 0,8 Liter                              |